# Duncan Gregg
Pour les articles homonymes, voir Gregg.
Duncan Gregg, né le 28 février 1910 à Lamar (Colorado) et mort le 14 février 1989 à Berkeley en Californie, est un rameur d'aviron américain.

## Palmarès

### Jeux olympiques
- Los Angeles 1932
  -  Médaille d'or en huit[1].